# Guy Mertens
Guy Mertens (25 januari 1938, Turnhout – aldaar, 20 december 2010) was een Belgisch generaal en hofdignitaris.

## Biografie
Mertens was vanaf 1981 vleugeladjudant van koning Boudewijn. Al snel kreeg hij een bijzondere opdracht bij toenmalig prins Filip, die bestond uit het begeleiden en voorbereiden op het koningschap van de prins. Van 1988 tot 2005 was hij Chef van het Militair Huis van de Koning.
Hij was de vader van VRT-journaliste Pascale Mertens.

## Eretekens
De generaal werd verschillende malen onderscheiden gedurende zijn carrière aan het hof, onder andere met:
- België: grootlint in de Leopoldsorde
- België: grootkruis in de Kroonorde
- Frankrijk: grootofficier in de Nationale Orde van Verdienste
- Frankrijk: commandeur van het Legioen van Eer
- Luxemburg: grootkruis in de Orde van Verdienste van Adolf van Nassau
- Nederland: grootkruis in de Orde van Oranje-Nassau
- Zweden: grootkruis in de Orde van de Poolster